# 아프가니스탄 토후국
아프가니스탄 토후국(파슈토어: د افغانستان امارت 다 아프가니스탄 아마라트, 페르시아어: امارت افغانستان 아마라티 아프가니스탄)은 카불의 바라크자이 왕조의 창시자인 도스트 모하마드가 두라니 제국을 멸망시키고 오늘날 아프가니스탄 지역에 건국한 토후국으로, 아프가니스탄 왕국의 전신이다.
아프가니스탄 토후국의 역사는 중앙아시아 패권을 놓고 러시아 제국과 영국이 벌인 '그레이트 게임'이 지배했다. 이 시기는 아프가니스탄에 대한 유럽의 영향이 특징이다. 아프가니스탄 토후국은 1823년 3월 14일 나우셰라 전투에서 페샤와르 계곡의 이전 아프간 거점에 대한 통제권을 상실하면서 시크 제국과 두라니 제국과의 전쟁을 지속하였으며, 이는 1839년에 제1차 영국-아프가니스탄 전쟁으로 이어졌다. 전쟁은 결국 영국군이 철수하고 도스트 무함마드가 다시 왕위에 오르는 등 아프가니스탄의 승리로 이어졌다. 그러나 제2차 영국-아프가니스탄 전쟁(1880) 동안 영국은 아프가니스탄 토후국을 패배시킨 후 오늘날 파키스탄 내의 많은 아프가니스탄 토후국의 영토를 정복하고 아미르 아 마눌라 칸이 제3차 영국-아프가니스탄 전쟁 이후에 외교권을 되찾을 때까지 아프가니스탄의 외교권을 장악하였다. 1919년 아프가니스탄 조약은 제3차 영국-아프가니스탄 전쟁 이후에 체결되었다.
1926년 마지막 아프가니스탄 아미르인 아마눌라 칸(Amanullah Khan)이 토후국을 아프가니스탄 왕국으로 개편하고 첫 번째 국왕이 되었다.

## 역대 아미르
- 제1대 : 도스트 무함마드 (재위 1826년 ~ 1863년)
- 제2대 : 셰르 알리 (재위 1868년 ~ 1877년)
- 제3대 : 야쿱 한 (재위 1877년)
- 제4대 : 무하마드 야크브 칸 (재위 1877년 ~ 1880년)
- 제5대 : 압두르 라흐만 칸 (재위 1880년 ~ 1901년)
- 제6대 : 하비불라 칸 (재위 1901년 ~ 1919년)
- 제7대 : 나스룰라 칸 (재위 1919년)
- 제8대 : 아마눌라 칸 (재위 1919년 ~ 1926년)

## 같이 보기
- 바라크자이 왕조